# Achtian
Achtian (ou Ashtian ; en persan : آشتيان / Âštiyân) est une ville d'origine antique de la province de Markazi en Iran. Les habitants ou les personnes originaires de Achtian sont des Achtiani.

## Présentation
Achtian est situé au nord-est d'Arak. Dans les anciens temps préislamiques, les habitants de la ville étaient zoroastriens et le plus important temple du feu avait pour nom "Ateshkadeh Vard". Parmi les monuments historiques, se trouvent les vestiges d’une forteresse de l’époque Safavide ainsi qu’un caravansérail. La province où se trouve Achtian est, entre autres, connue pour ses tapis. Les cultures agricoles sont irriguées par des qanats qui sont des sources d’eau constantes et régulières ainsi que par des ruisseaux.